# 대계항
대계항은 경상남도 거제시 장목면 외포리에 있는 어항이다. 2003년 2월 3일 어촌정주어항으로 지정하여 관리하고 있다. 시설관리자는 거제시장이다.

## 어항 연혁
- 본래 앞바닷가에 닭이 날개를 펴는 모양의 섬이 있어 닭섬이라 하였고 남쪽 큰 갯마을을 큰 닭섬, 북쪽 작은 갯마을을 작은 닭섬이라 하였으며 거제도의 최동단 새벽의 여명을 알리는 장닭의 정기를 받은 거산(巨山) 김영삼 대통령(金泳三 大統領)의 생가가 있다.

## 어항 구역
- 수역: 미지정(거제시 장목면 외포리 1228-8번지 수역)
- 육역: 미지정

## 어항 시설
- 물양장, 방파제

## 주요 어종
- 대구, 물메기, 아귀, 광어 등